# Rugby in carrozzina ai XVII Giochi paralimpici estivi
Il torneo di rugby in carrozzina ai XVII Giochi paralimpici estivi si è svolto dal 29 agosto al 2 settembre 2024 presso il Grand Palais Éphémère ed è stato vinto dal Giappone.

## Formato
L'evento ha ricalcato il formato delle precedenti due edizioni. Si è disputato un solo torneo di squadre miste (ossia composte da atleti maschili e femminili insieme) e si è articolato in una fase eliminatoria a due gruppi da quattro squadre ciascuno. Le prime due classificate di ciascun gruppo hanno proseguito il torneo a eliminazione diretta. Le terze e quarte classificate hanno disputato le partite per il piazzamento nella classifica, rispettivamente per il quinto/sesto posto e settimo/ottavo posto. Le squadre che hanno perso le semifinali si sono affrontate nella finale per la medaglia di bronzo.

## Calendario
| Rugby in carrozzina ai XVII Giochi paralimpici estivi | Rugby in carrozzina ai XVII Giochi paralimpici estivi | Rugby in carrozzina ai XVII Giochi paralimpici estivi | Rugby in carrozzina ai XVII Giochi paralimpici estivi | Rugby in carrozzina ai XVII Giochi paralimpici estivi | Rugby in carrozzina ai XVII Giochi paralimpici estivi | Rugby in carrozzina ai XVII Giochi paralimpici estivi |
| Torneo                                                | Dom 29                                                | Lun 30                                                | Mar 31                                                | Mer 1                                                 | Gio 2                                                 | Gio 2                                                 |
| ----------------------------------------------------- | ----------------------------------------------------- | ----------------------------------------------------- | ----------------------------------------------------- | ----------------------------------------------------- | ----------------------------------------------------- | ----------------------------------------------------- |
| Misto                                                 | G                                                     | G                                                     | G                                                     | SF                                                    | B                                                     | F                                                     |

| G | Gironi eliminatori | SF | Semifinali | B | Finale medaglia di bronzo | F | Finale medaglia d'oro |

## Risultati

### Fase a gruppi

#### Gruppo A
| Squadra     | Pt | G | V | P | PF  | PS  | DP  |
| ----------- | -- | - | - | - | --- | --- | --- |
| Giappone    | 6  | 3 | 3 | 0 | 150 | 132 | 18  |
| Stati Uniti | 4  | 3 | 2 | 1 | 150 | 140 | 10  |
| Canada      | 2  | 3 | 1 | 2 | 148 | 148 | 0   |
| Germania    | 0  | 3 | 0 | 3 | 138 | 166 | -28 |

| Parigi 29 agosto 2024, ore 13:30 UTC+1 | Stati Uniti | 51 – 48 | Canada | Grand Palais Éphémère |

| Parigi 29 agosto 2024, ore 19:30 UTC+1 | Giappone | 55 – 44 | Germania | Grand Palais Éphémère |

| Parigi 30 agosto 2024, ore 13:30 UTC+1 | Stati Uniti | 42 – 45 | Giappone | Grand Palais Éphémère |

| Parigi 30 agosto 2024, ore 19:30 UTC+1 | Germania | 47 – 54 | Canada | Grand Palais Éphémère |

| Parigi 31 agosto 2024, ore 11:30 UTC+1 | Germania | 47 – 57 | Stati Uniti | Grand Palais Éphémère |

| Parigi 31 agosto 2024, ore 17:30 UTC+1 | Canada | 46 – 50 | Giappone | Grand Palais Éphémère |

#### Gruppo B
| Squadra       | Pt | G | V | P | PF  | PS  | DP |
| ------------- | -- | - | - | - | --- | --- | -- |
| Gran Bretagna | 6  | 3 | 3 | 0 | 163 | 157 | 6  |
| Australia     | 4  | 3 | 2 | 1 | 163 | 160 | 3  |
| Francia       | 2  | 3 | 1 | 2 | 155 | 156 | -1 |
| Danimarca     | 0  | 3 | 0 | 3 | 153 | 161 | -8 |

| Parigi 29 agosto 2024, ore 11:30 UTC+1 | Australia               | 55 – 58 (13-14, 14-14, 13-15, 15-15) referto | Gran Bretagna | Grand Palais Éphémère\| Arbitri: \| Kevin Bowie Josh Kearns \| |
| Arbitri:                               | Kevin Bowie Josh Kearns |                                              |               |                                                                |

| Parigi 29 agosto 2024, ore 17:30 UTC+1 | Francia | 53 – 51 | Danimarca | Grand Palais Éphémère |

| Parigi 30 agosto 2024, ore 11:30 UTC+1 | Gran Bretagna | 55 – 53 | Danimarca | Grand Palais Éphémère |

| Parigi 30 agosto 2024, ore 19:30 UTC+1 | Australia | 55 – 53 | Francia | Grand Palais Éphémère |

| Parigi 31 agosto 2024, ore 13:30 UTC+1 | Danimarca | 49 – 53 | Australia | Grand Palais Éphémère |

| Parigi 31 agosto 2024, ore 19:30 UTC+1 | Gran Bretagna                 | 50 – 49 (13-13, 10-8, 14-14, 13-14) referto | Francia | Grand Palais Éphémère\| Arbitri: \| Kristin Hempfling Josh Kearns \| |
| Arbitri:                               | Kristin Hempfling Josh Kearns |                                             |         |                                                                      |

### Fase a eliminazione diretta
|  | Semifinali    | Semifinali    | Semifinali  |             |          | Finale medaglia d'oro     | Finale medaglia d'oro     | Finale medaglia d'oro     |  |
|  |               |               |             |             |          |                           |                           |                           |  |
|  | Giappone      | Giappone      | 52          |             |          |                           |                           |                           |  |
|  | Giappone      | Giappone      | 52          |             |          |                           |                           |                           |  |
|  | Australia     | Australia     | 51          |             |          |                           |                           |                           |  |
|  | Australia     | Australia     | 51          |             | Giappone | Giappone                  | 48                        |                           |  |
|  |               |               |             |             | Giappone | Giappone                  | 48                        |                           |  |
|  |               |               | Stati Uniti | Stati Uniti | 41       |                           |                           |                           |  |
|  | Gran Bretagna | Gran Bretagna | Stati Uniti | Stati Uniti | 41       | 43                        |                           |                           |  |
|  | Gran Bretagna | Gran Bretagna |             |             |          | 43                        |                           |                           |  |
|  | Stati Uniti   | Stati Uniti   | 50          |             |          | Finale medaglia di bronzo | Finale medaglia di bronzo | Finale medaglia di bronzo |  |
|  | Stati Uniti   | Stati Uniti   | 50          |             |          |                           |                           |                           |  |
|  |               |               |             |             |          |                           |                           |                           |  |
|  |               |               |             |             |          | Australia                 | Australia                 | 50                        |  |
|  |               |               |             |             |          | Australia                 | Australia                 | 50                        |  |
|  |               |               |             |             |          | Gran Bretagna             | Gran Bretagna             | 48                        |  |

#### Semifinali
| Parigi 1º settembre 2024, ore 13:30 UTC+1 | Giappone | 52 – 51 referto | Australia | Grand Palais Éphémère |

| Parigi 1º settembre 2024, ore 19:30 UTC+1 | Gran Bretagna | 43 – 50 referto | Stati Uniti | Grand Palais Éphémère |

#### Finale medaglia di bronzo
| Parigi 2 settembre 2024, ore 13:30 UTC+1 | Australia | 50 – 48 referto | Gran Bretagna | Grand Palais Éphémère |

#### Finale medaglia d'oro
| Parigi 2 settembre 2024, ore 19:30 UTC+1 | Giappone | 48 – 41 referto | Stati Uniti | Grand Palais Éphémère |

### Incontri per i piazzamenti finali

#### 7º/8º posto
| Parigi 2 settembre 2024, ore 11:30 UTC+1 | Danimarca | 56 – 49 referto | Germania | Grand Palais Éphémère |

#### 5º/6º posto
| Parigi 2 settembre 2024, ore 17:30 UTC+1 | Canada | 50 – 53 referto | Francia | Grand Palais Éphémère |

## Podio
| Evento       | Oro      | Argento     | Bronzo    |
| ------------ | -------- | ----------- | --------- |
| Torneo misto | Giappone | Stati Uniti | Australia |

## Classifica
| Posizione | Squadra       |
| --------- | ------------- |
| 1         | Giappone      |
| 2         | Stati Uniti   |
| 3         | Australia     |
| 4         | Gran Bretagna |
| 5         | Francia       |
| 6         | Canada        |
| 7         | Danimarca     |
| 8         | Germania      |